# Senat
Der Senat (lateinisch senatus, von senex „Greis, alter Mann“), wörtlich „Ältestenrat“, ist ein Kollegialorgan, das der Exekutive, Legislative oder auch Judikative zugehören und unterschiedliche Funktionen und Aufgabenfelder wahrnehmen kann. Die Mitglieder eines Senats werden meist Senatoren (Singular: Senator; weibliche Form: Senatorin, selten auch Senatrix) genannt. 
Siehe auch: Ältester und Alter (zur traditionellen Wertschätzung der „Alten“)

## Antike

### Griechenland
Im antiken Griechenland existierte unter anderem in Sparta ein Ältestenrat (Gerusia), ebenso in Athen (Areopag). Auch die meisten anderen griechischen Stadtstaaten kannten Ältesten- bzw. Adelsräte, die neben Volksversammlungen und Magistraturen zu den typischen Einrichtungen einer Polis gehörten. Auch in nichtgriechischen Städten wie Karthago gab es einen Adelsrat, der in den lateinischen Quellen „Senat“ genannt wird.

### Römisches Reich
Der Römische Senat war der oberste Rat des römischen Reiches, zusammengesetzt nur aus männlichen Vollbürgern. Formal hatte er in der Republik als Versammlung der ehemaligen Amtsträger zwar nur beratende Funktion, faktisch aber war er das Machtzentrum des Staates. Alle höheren Beamten des römischen Staates erhielten im Regelfall im Anschluss an ihre Amtszeit einen Sitz im Senat. In der frühen und mittleren Republik erhielten nach Beendigung des Amtsjahres ehemalige kurulische Aedilen, seit dem 2. Jahrhundert v. Chr. auch ehemalige Volkstribune sowie plebejische Aedilen und nach den Reformen Sullas ehemalige Quaestoren (deren Anzahl von Sulla erhöht worden war) einen Sitz im Senat. Ihr Ansehen und ihr Einfluss bemaßen sich an ihrem zuletzt bekleideten Amt. Die höchsten Ämter des cursus honorum, die Praetur und das Konsulat sowie die Censur, wurden hauptsächlich aufgrund der immensen Wahlkampfkosten nahezu ausschließlich von Männern einiger weniger sehr einflussreicher und vermögender Familien der Oberschichten erreicht. Doch konnten nun auch „gewöhnlichere“ Bürger über die Bekleidung der rangniederen Ämter einen Senatssitz erlangen.
Der Senat umfasste in der Zeit der frühen Republik etwa 100, später etwa 300, seit Sulla 600 und in der Zeit Caesars sogar über 900 Mitglieder. In der frühen Kaiserzeit wurde die Anzahl der Senatoren allerdings wieder auf etwa 600 reduziert. Das Gremium verlor zugleich den größten Teil seiner Macht, seine Mitglieder blieben aber sehr angesehen. Die Mitglieder des Senats zeichneten sich durch einige Privilegien aus, z. B. das Tragen der Tunica mit dem breiten Purpurstreifen (latus clavus) oder besondere Ehrensitze im Theater. Nur wenige sogenannte homines novi konnten durch die Ernennung des Kaisers (adlectio) in den Senat aufsteigen. Durch den Verlust der Ehre oder Kinderlosigkeit starben die meisten Familien nach kurzer Zeit wieder aus und die Zahl 600 blieb relativ konstant erhalten. Seit dem 4. Jahrhundert gab es noch einen zweiten Senat in Konstantinopel, der seit Constantius II. dieselben Rechte genoss wie der in Rom. Der weströmische Senat überdauerte das Ende des westlichen Kaisertums 476 und verschwand erst um das Jahr 600. In Ostrom/Byzanz blieb er, wenngleich ebenfalls ohne reale Macht und mit verändertem Charakter, noch bis in die Palaiologenzeit bestehen.

## Spätantike und frühes Mittelalter
In der ausgehenden Spätantike und dem beginnenden Frühmittelalter bezeichneten sich im gallorömischen (vor allem südlichen) Gallien Mitglieder der romanischen Reichsaristokratie als Senatoren, wie die Werke des Gregor von Tours belegen (siehe Gallorömischer Senatsadel). Deren Vorfahren hatten in römischer Zeit staatliche Ämter bekleidet und bewahrten ihre hervorgehobene soziale Stellung nun durch die Wahrnehmung hoher lokaler und kirchlicher Ämter.

## Mittelalter
Auch während des Mittelalters treten verschiedentlich Personen auf, die sich als „Senatoren“ Roms bezeichneten, wie etwa Theophylakt I. von Tusculum, wenngleich es bis ins 12. Jahrhundert keinen Senat im eigentlichen Sinne mehr gab. 1143 konstituierte sich in Rom jedoch wieder ein „Senat“, der von breiten Teilen der stadtrömischen Bevölkerung getragen wurde. Er sollte vor allem die Interessen der römischen Kommune gegenüber dem Papst, hohen Geistlichen, aber auch den großen Adelsfamilien vertreten. Noch im Spätmittelalter sind Senatoren belegt.

## Neuere Senate

### Legislative
In politischen Systemen, in denen das Parlament aus zwei Kammern besteht (Bikameralismus) wird die erste Kammer (die Vertretung von Ständen oder Regionen) häufig als Senat bezeichnet. So etwa
- der französische Senat,
- der Senat von Kanada,
- der ehemalige Senat der Republik in der Türkei,
- der Seanad Éireann in Irland,
- der Senato della Repubblica in Italien,
- der Senat in Rumänien,
- der Senat des Parlaments der Tschechischen Republik,
- der Senado in Spanien,
- der australische Senat,
- der Senat von Haiti,
- der Senat des karibischen Inselstaates Antigua und Barbuda,
- der polnische Senat,
- der belgische Senat,
- die Erste Kammer der Generalstaaten in den Niederlanden, oft Senaat genannt,
- der ehemalige bayerische Senat und
- in Brasilien der Bundessenat (Senado Federal do Brasil, früher: Senado do Império do Brasil)
- der Senat von Liberia.
- der Senat von Nigeria
- In den USA der Senat der Vereinigten Staaten
  - auf Bundesebene 49 Senate der jeweiligen Bundesstaaten. Es existieren die Senate von Alabama, Alaska, Arizona, Arkansas, Kalifornien, Colorado, Connecticut, Delaware, Florida, Georgia, Hawaii, Idaho, Illinois, Indiana, Iowa, Kansas, Kentucky, Louisiana, Maine, Maryland, Massachusetts, Michigan, Minnesota, Mississippi, Missouri, Montana, Nevada, New Hampshire, New Jersey, New Mexico, New York, North Carolina, North Dakota, Ohio, Oklahoma, Oregon, Pennsylvania, Rhode Island, South Carolina, South Dakota, Tennessee, Texas, Utah, Vermont, Virginia, Washington, West Virginia, Wisconsin und von Wyoming. Einzig das Parlament in Nebraska besteht aus nur einer Kammer.
- In Japan gab es bis 1890 den Genrōin (jap. 元老院, wörtl. „Ältestenrat“).
- Im damals russischen Großfürstentum Finnland gab es ebenfalls ein staatsleitendes Organ namens Senat.

### Exekutive

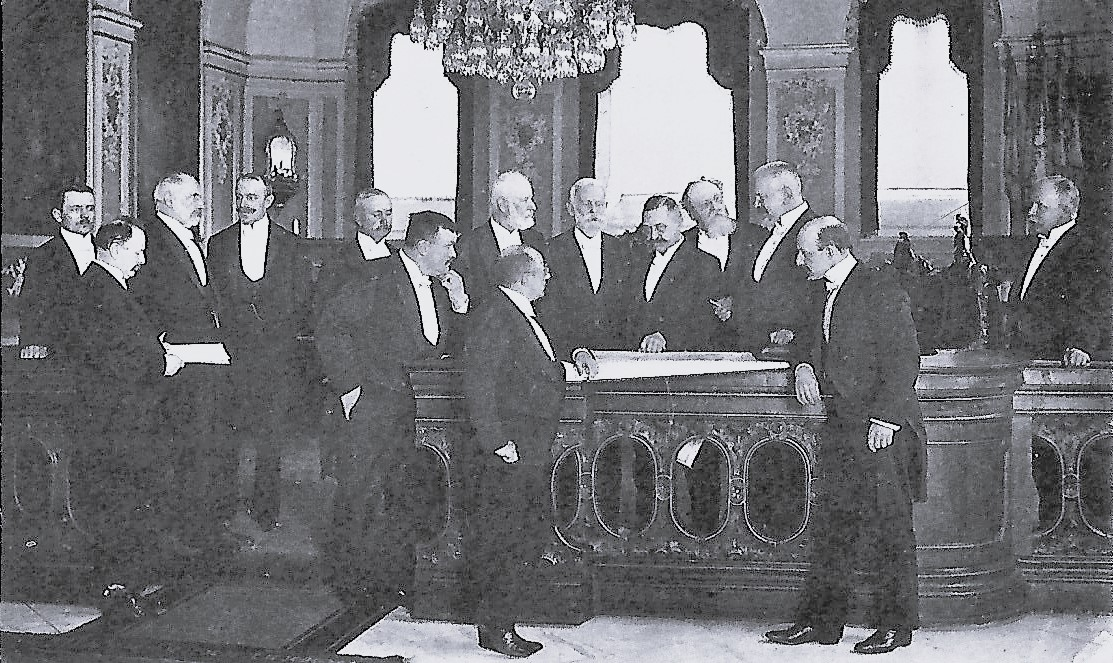
Vor Beginn einer lübschen Senatssitzung, um 1914

In Deutschland werden die Landesregierungen der Stadtstaaten als Senate bezeichnet, so der
- Senat von Berlin, der
- Senat der Freien Hansestadt Bremen und der
- Senat der Freien und Hansestadt Hamburg.

Die Stadtregierung der österreichischen Bundeshauptstadt Wien ist der Wiener Stadtsenat.
Historische Senate gab es in der Freien und Hansestadt Lübeck, der Freien Stadt Frankfurt, der Freien Stadt Danzig und der kreisfreien Stadt Hannover.

### Judikative
Spruchkörper innerhalb eines oberen oder höchsten Gerichts werden als Senat oder Kollegialgericht bezeichnet. Damit bezeichnet man in Deutschland mehrköpfige Gremien von (Berufs-)Richtern, im Unterschied zum Einzelrichter, und zu Formen wie dem Geschworenengericht (mit einer Laienbank) oder dem Schöffengericht (mit ehrenamtlichen Richtern). Senate sind typisch für schwierigere Entscheidungen, insbesondere an Höchstgerichten. Je nach Rechtsgebiet sind Senate aufgeteilt in Zivilsenate oder Strafsenate. 
In Deutschland unterscheidet man Senat im eigentlichen Sinne und Kammer. Auch gerichtsähnliche Gremien innerhalb der Verwaltung, wie die österreichischen Verwaltungssenate tragen die Bezeichnung.

## Hochschulbereich
An Hochschulen ist der Akademische Senat ein Selbstverwaltungsorgan und das oberste Gremium. Als demokratisch gewähltes Kollegialorgan steht er neben den Einzelorganen (dem Rektor, dem Präsidenten oder dem Kanzler) und versieht je nach Gesetzeslage legislative (z. B. Satzungsbeschlüsse, Einrichtung von Studiengängen), beratende, strategische, kontrollierende und Leitungsaufgaben. Teilweise werden auch die Ausschreibungen für Professorenstellen und die vorgeschlagenen Berufungslisten durch den Senat behandelt. – In Deutschland hat sich mit Einführung des Hochschulrats als Gremium die bisherige Kompetenzverteilung geändert. So wurde in Bayern durch das Hochschulgesetz von 2006 mit Einführung des Hochschulrats sowie Stärkung der Rolle des Präsidenten der Einfluss des Senats geschwächt.
 Die Würde eines „Ehrensenators“ kann von Hochschulen für außergewöhnliche Verdienste um die Hochschule verliehen werden und gilt als die höchste Auszeichnung einer Hochschule. Die Verleihung können zum Beispiel an Amtsträger, etwa der Oberbürgermeister der Stadt, der Präsident einer Industrie- und Handelskammer oder eine Stiftungspersönlichkeit, wie beispielsweise an der Universität Freiburg, oder Manager bzw. Unternehmer (etwa den Vorsitzenden der Geschäftsführung von Gebr. Happich GmbH und Alfred Teves GmbH Harry Sammel, Universität Heidelberg) vergeben werden. Wichtig ist, dass die zu ehrende Person im Rahmen einer außerordentlichen Leistung sich für die Hochschule oder Universität außerordentlich und über jegliches Maß verdient gemacht hat. Oftmals werden auch Persönlichkeiten geehrt, welche in Forschung und Lehre mit der Hochschule tief verbunden sind. Diese bringen sich dann über das normale Maß hinausgehend in den Hochschulalltag ein. Die formale Ansprache eines Ehrensenators ist entweder Herr oder Frau Senator(in) + Name oder Herr oder Frau Ehrensenator(in).

## Weitere Verwendungen des Begriffes „Senat“
Auch ein Gremium gewählter Mitglieder wissenschaftlicher Gesellschaften und akademischer Berufsverbände kann Senat genannt werden.